# Université catholique d'Amérique
Pour les articles homonymes, voir CUA.
L'université catholique d'Amérique (en anglais : Catholic University of America, CUA) est une université américaine, située à Washington. Elle est la seule université pontificale aux États-Unis, mais fait partie d'une longue lignée d'universités catholiques américaines, parmi lesquelles on compte l'université de Georgetown (la plus ancienne, fondée en 1789), l'université Notre-Dame-du-Lac (dans l'Indiana) et la plus récente, l'université Ave Maria en Floride. 
Fondée en 1887 sur approbation du pape Léon XIII, la CUA est un centre d'enseignement et de recherche. En tant qu'université pontificale, la CUA est la seule institution de l'enseignement supérieur fondée par la Conférence des évêques catholiques des États-Unis.
Les programmes de CUA mettent l'accent sur les arts libéraux, la théologie (l'un des séminaires les plus importants aux États-Unis), la philosophie, et la formation professionnelle. La CUA est célèbre pour son école de philosophie notamment basée sur le droit naturel et la phénoménologie, mais aussi pour son école de théologie, l'École de théologie et d'études religieuses, et celle de droit canon. L'université a reçu plusieurs dons pour un total de 47 millions de dollars entre 2014 et 2016, notamment pour la fondation d'une nouvelle école de commerce : la Tim and Stephanie Busch School of Business au sein du Maloney Hall. La mission de cette nouvelle école de commerce est de promouvoir la formation d'entrepreneurs et de leaders dans le monde des affaires qui aient une profonde connaissance de l'économie de marché et de la doctrine sociale de l'Église.
Le Dîner des cardinaux américains (American Cardinals Dinner), manifestation de bienfaisance catholique d'envergure nationale, est organisé chaque année par les cardinaux en résidence aux États-Unis pour collecter des fonds destinés à des bourses d'études à la CUA.

## Personnalités liées à l'université

### Étudiants célèbres
- Benyamin Yosef Bria, évêque de Denpasar en Indonésie
- Maureen Dowd, journaliste américaine
- Tom Harkin, homme politique américain
- John Carroll Lynch, acteur
- Marjorie Perloff,  philosophe, critique d'art, essayiste et universitaire
- John Michael Quinn, évêque de Winona-Rochester
- Susan Sarandon, actrice américaine
- Luis Antonio Tagle, archevêque de Manille
- Jon Voight, acteur américain
- Amina Agueznay, artiste marocaine